# Иларион Исповедник
Иларион Исповедник је био игуман манастира Пеликита близу Хелеспонта. Као сунце просијао духом Божјим, и исцељивао болести на људима и прогонио зле духове. У време Лава Јерменина наста иконоборно гоњење, у коме пострада и овај Божји човек. Са 40 својих монаха би послат у заточење близу Ефеса, и тамо сконча у тамници, 754. године и пресели се у Царствно Христово.